# 佩列沃茲
55°36′N 44°33′E / 55.600°N 44.550°E
佩列沃茲（俄语：Перево́з）是俄羅斯下諾夫哥羅德州南部的一個城市、佩列沃茲區縣治。位於皮亞納河畔，距下諾夫哥羅德東南120公里。2002年人口9,386人。
2000年設市。